# Yunâni
 (décembre 2021).
Si vous disposez d'ouvrages ou d'articles de référence ou si vous connaissez des sites web de qualité traitant du thème abordé ici, merci de compléter l'article en donnant les références utiles à sa vérifiabilité et en les liant à la section « Notes et références ».

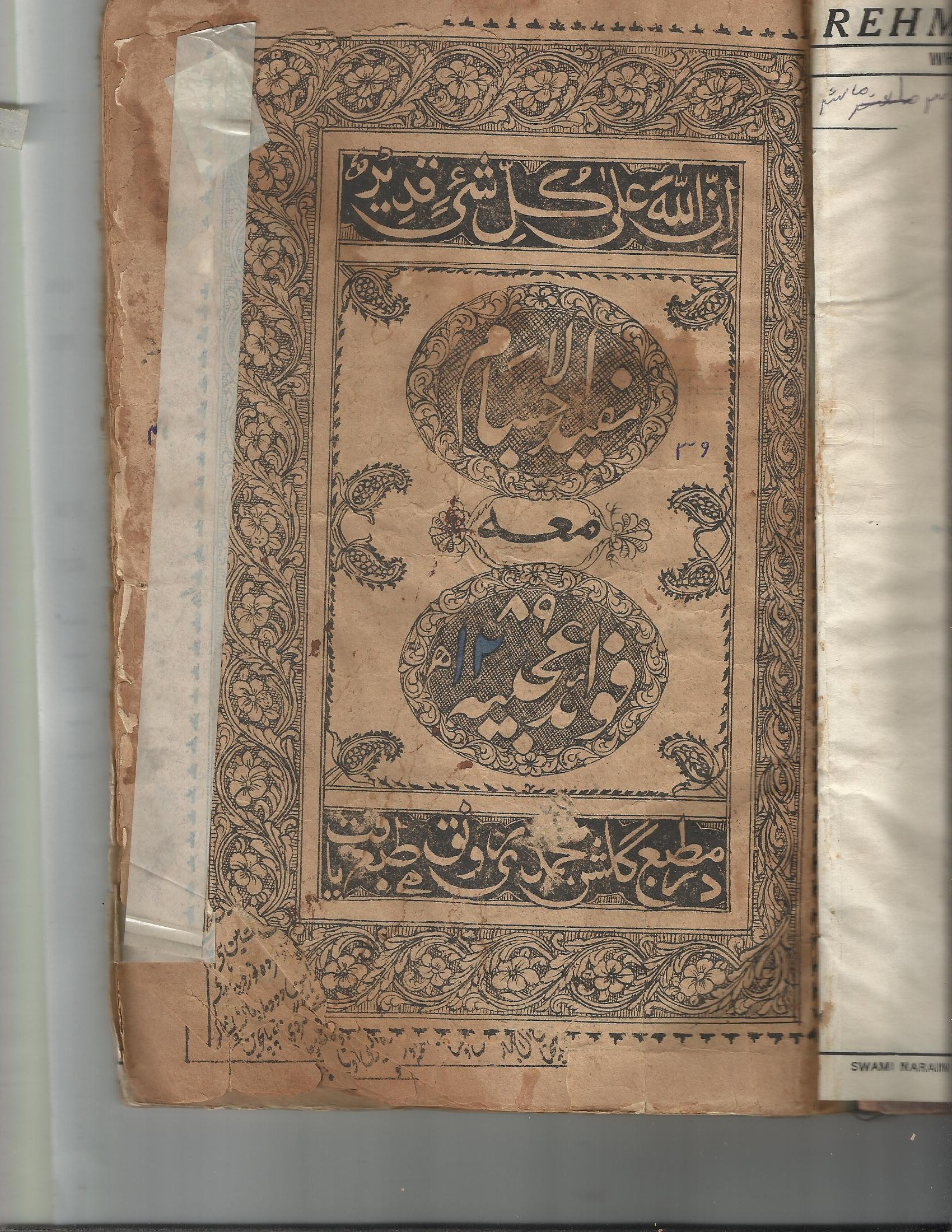
Ouvrage de physiologie yunani en ourdou (1868)

La médecine yunâni ou médecine unani est une médecine traditionnelle arabe dont l'origine remonte à la médecine gréco-romaine et qui provient de la traduction en persan de la forme arabisée du galénisme.
Malgré la rivalité de la médecine moderne, la médecine yunani continue à être pratiquée en Inde, au Pakistan, au Bangladesh et en Iran. Elle a aussi laissé une influence durable dans d'autres médecines traditionnelles de pays musulmans.

## Étymologie
Yūnānī (« grec ») est un adjectif arabe utilisé en Inde, pour désigner la médecine galénique. Il fut emprunté par beaucoup de langues d'Asie : ourdou, hindoustânî, pachto, persan, tamil, etc. Le mot qui vient du grec Ιωνία (Ionia : Ionie), une région historique du monde grec antique située sur la côte d'Asie mineure, en est venu, dans ces langues, par métonymie, à désigner toute la Grèce.

## Histoire
Aux IXe – XIe siècles, les penseurs de l'Âge d'or islamique, Rhazès, Haly Abbas et Avicenne, firent une synthèse en langue arabe de la pensée médicale grecque antique. Le système médical de Galien, intimement lié à celui d'Hippocrate, fut la source d'une école médicale appelée galénisme qui se perpétua au Moyen-Âge à Byzance, à Bagdad et en Europe. Durant l'Âge d'or islamique, cette école a donné lieu à un corpus de textes médicaux importants en langue arabe . Avicenne (Ibn Sina, 980-1037), rédige dans le « Canon de la médecine » une brillante synthèse du corpus de Galien.
En Inde, à partir du XIIIe siècle, ces textes furent ensuite traduits de l'arabe en persan alors la langue officielle. Les études médicales qui ont commencé à se développer durant le sultanat de Delhi (1206-1526) se sont épanouies sous les Moghols (1526-1858). À cette époque la littérature indo-musulmane, rédigée essentiellement en persan, s'affirme comme l'une des plus importantes du monde musulman. Les souverains attirent de nombreux médecins éminents de Perse, patronnent la production de textes, et font édifier des hôpitaux à Delhi, Agra, Bidar, Ahmadabad, ou Hyderabad.
Dans les textes médicaux de langue persane et arabe de la période pré-coloniale, l'adjectif yūnānī est assez rare et s'emploie en référence aux philosophes grecs. La médecine est simplement appelée tibb (« médecine »). La première œuvre médicale indo-persane connue qui emploie le terme yūnānī dans son titre est Takmila-yi yūnānī « La perfection grecque », un traité de thérapeutique composé par Shāh Ahl Allāh (~1776). À la même époque, l'adjectif yūnānī sert également à qualifier les médecins émigrés provenant des régions de l'Empire ottoman correspondant à la Grande-Grèce.
Après la constitution de l'Empire britannique des Indes en 1858, les médecines indiennes sont confrontées à la médecine moderne européenne. Accusés par les médecins coloniaux d'avoir une médecine non scientifique, les médecins musulmans réagissent en insistant sur l'origine commune grecque yūnānī des médecines indienne et européenne. La médecine traditionnelle indienne galénique fut alors régulièrement appelée tibb yūnānī (ourdou: طب یونانی) « médecine grecque ». Le qualificatif de yunani servait aussi à différencier l'absorption musulmane de la science rationnelle grecque (la tibb yūnānī) de la tradition médicale religieuse, appelée tibb-i nabawī « médecine prophétique » fondée sur les dits du prophète Mahomet et des pratiques magiques de la médecine populaire de la société indo-musulmane.
Un processus de dé-islamisation commença au XVIIIe siècle avec des traductions des écrits médicaux islamiques en sanskrit et l'implication d'érudits hindous dans l'écriture d'ouvrage sur la tibb en persan puis en ourdou durant la période coloniale. La médecine yunani essaya par ailleurs d'assimiler les concepts scientifiques et les techniques venus de l'Occident. Ce processus culmina lorsque le Ministère de la santé indien reconnut officiellement la médecine yunani et ses institutions, avec l'objectif de rendre cette médecine traditionnelle valide au regard de la science moderne. Le mouvement de dé-islamisation est donc inséparable du mouvement qui cherche à la rendre aussi scientifique que la médecine occidentale.
De nos jours, la médecine Yûnânî occupe une grande place dans la médecine traditionnelle en Inde à côté de l'Ayurveda. Après son introduction en Inde, elle a alors intégré quelques données de la médecine ayurvédique, en particulier au niveau de sa thérapeutique. Cette médecine s’est développée principalement au sein de la communauté musulmane et a connu son apogée au XVIIe siècle à la cour de l'empire moghol.
La forme indo-musulmane du galénisme a été adoptée dans diverses régions de culture musulmane du monde. Outre l'Inde, elle reste bien vivante aux Pakistan, Bangladesh et Iran.
Cette forme yunani du galénisme se retrouve aussi dans nombre de médecines traditionnelles aux Sri Lanka, Xinjiang (Chine), Iraq, Afghanistan, Malaisie, Asie centrale et Moyen-Orient,.
C'est ainsi que les fondements de la « médecine traditionnelle ouïghour » du Xinjiang remontent à la médecine yunani, bien qu'actuellement on cherche à la déconnecter de l'islam.

## Reconnaissance officielle
Jadis, l'enseignement médical yunani n'était pas institutionnalisé. Il reposait sur un hakim, un médecin, qui enseignait à trois ou quatre disciples les textes et la pratique médicale.
La médecine yunani est aujourd’hui pratiquée et enseignée de la même façon que la médecine ayurvédique. Ses lieux de formation sont situés à Aligarh avec le Tibbi College de la Muslim University, à Hyderabad avec le Nizamiah Tibbi College, à Delhi avec l’Université Hamdard,,. L'institutionnalisation de la médecine yunani s'est développée à travers des écoles universitaires, des hôpitaux, dispensaires, centres de recherche et industries pharmaceutiques publiques et privées. Il y avait en 2006, 38 institutions en Inde offrant des cours conduisant au diplôme en médecine yunani (BUMS). Depuis 1979, le budget de l'État pour la médecine yunani a progressivement augmenté, bien qu'irrégulièrement.
En Inde, six systèmes de médecine traditionnelle ont reçu une reconnaissance officielle : ayurveda, exercice yoguique (en), naturopathie, unani, siddha,et homéopathie. Elles ont toutes droit à l'institutionnalisation de leur système éducatif, à travers 508 écoles (colleges) admettant annuellement 25 600 étudiants.

## Caractéristiques
La médecine yunani, est basée sur la théorie des quatre humeurs (akhat) d'origine galénique : le sang, la bile jaune, la bile noire et le phlegme. La configuration individuelle de ces substances dans le corps expliquerait l'état de santé. Un excès ou une insuffisance de l'une d'elles serait la cause de maladie alors que l'équilibre des humeurs serait signe de bonne santé. La doctrine repose sur la théorie des correspondances entre les quatre éléments (feu, eau, air, terre), les quatre qualités ou natures (chaud, froid, humide, sec) et les quatre humeurs. L'état et l'équilibre des humeurs est censé pouvoir être analysé par la prise du pouls ou d'examen des urines.
L'homme est constitué de sept catégories de composantes :
- les quatre éléments (anāsir) : feu, air, eau, terre
- les tempéraments : cholérique, mélancolique, phlegmatique, et sanguin
- les humeurs (akhat) : sang, bile jaune, bile noire, phlegme.
- les membres du corps, les organes : cœur, cerveau, foie, gonades
- les puissances ou facultés (quwwa) : naturelle, vitale et psychique
- les actions (fi'l) : la fonction du cœur est la pulsation, celle de l'estomac de recevoir les aliments etc.
- les divers esprits (ruh)